# Bannerherr

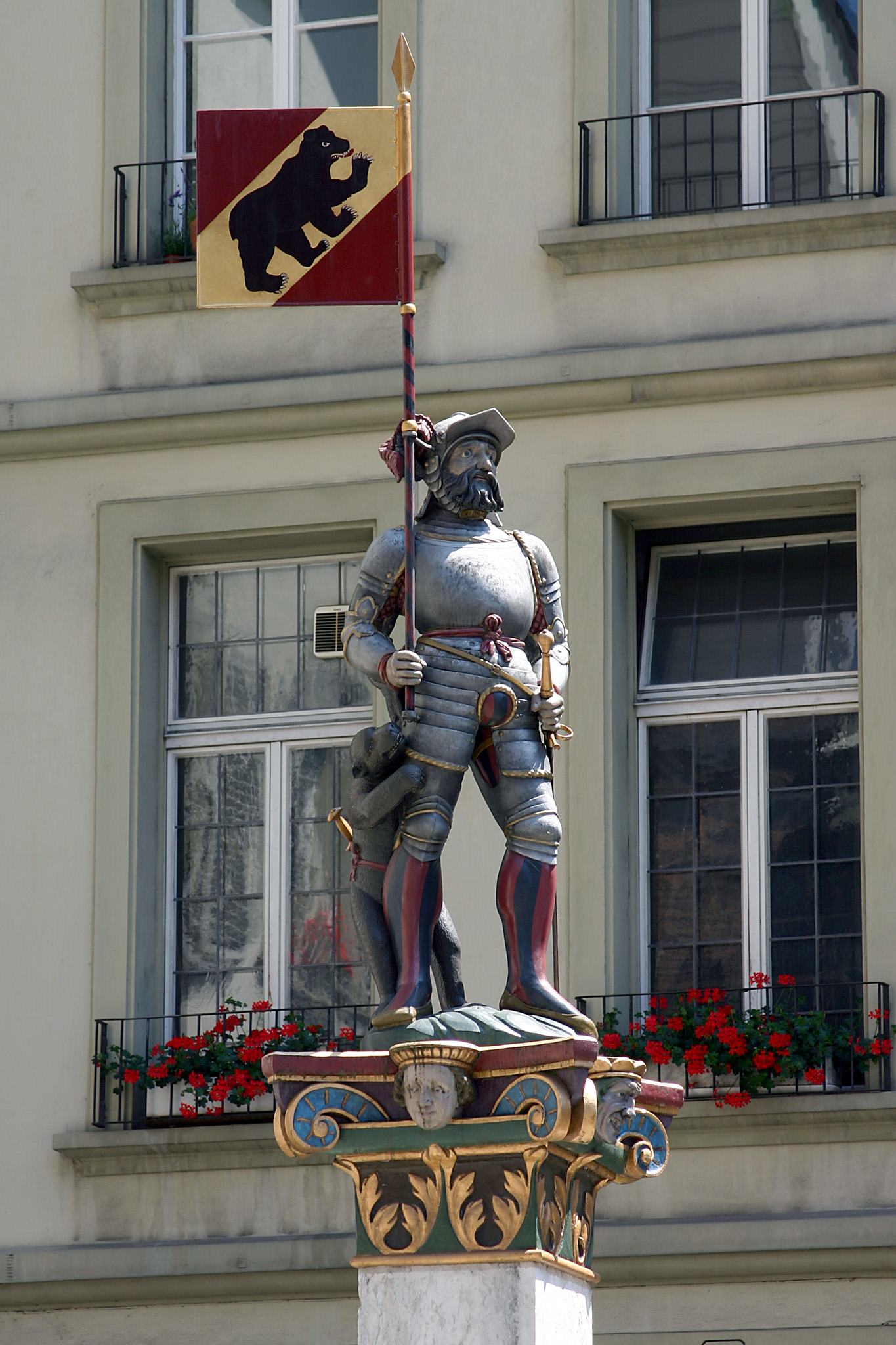
Vennerbrunnen am Rathausplatz in Bern

Bannerherrenkrone

Bannerherr, auch Banier- oder Panierherr oder schweizerisch Venner, bezeichnet einen Fähnrich, also das Amt des die Fahne Tragenden eines Fähnleins bzw. eines die Lanze führenden militärischen Aufgebots.

## Geschichte
Bannerherr oder Pannerherr, vom Feldzeichen, dem Banner bzw. Panier hergeleitet, daher auch Banier- oder Panierherr (von baniere oder banier = Panier), in Italien alfiere oder banderale, in Frankreich banneret oder bandelier, in Spanien alférez, lat.  Vexillarius, daher in der Schweiz Venner (vereinzelt noch zu finden in Pfadfinderfähnlein, offiziell aber aufgegebene Funktion), bezeichneten das Amt des die Fahne tragenden Fähnrichs eines Fähnleins sowie eines die Lanze führenden Aufgebots z. B. einer von Bürger- oder Stadtsoldaten gebildeten Stadtwehr mit einer bestimmten Anzahl Bewaffneter. Der ein solches Fähnlein führende Bannerherr von Gebietskörperschaften war als Kriegsherr oft auch Lehnsherr. Daher leitet sich auch der Freiherr vom Bannerherrn her.
Johann Georg Krünitz erklärt den Panierherrn folgendermaßen: 

„Dieses Lanzen-Fähnlein, Fr. Pennon, Lat. Pendo, führten die Ritter so lange, als sie noch keine gewisse Anzahl Lehnleute unter sich hatten, oder andere Ritter besolden konnten. An der Seite des Ritters und unter seinem Fähnlein fochten seine Knechte, Knapen, Wapenen etc. wenn er dergleichen unterhalten konnte. Konnte er dieses nicht, so war es seiner Würde nicht nachtheilig, der Lehn-Mann eines Reichern oder mächtigern zu werden, Sold von demselben anzunehmen, und unter dessen Panier Kriegs-Dienste zu thun. Verstatteten aber seine Umstände, für sich selbst ein ansehnliches Gefolge von Rittern, Lehnlenten und Knechten zu unterhalten, so bat er den Kriegs-Herrn, oder dessen Feld-Hauptmann, sein Fähnlein in ein Panier zu verwandeln. Man trennte die Spitze von dem Fähnlein, und dieser geringe Schnitt schuf aus dem Ritter einen Panier- oder Panner-Herrn, Bannerius, Vexillarius, Vexillifer. Dieser Vorzug war ehedem so lange erblich bey der Familie des Panner-Herrn, als ihre Glücks-Umstände unverändert blieben, d. h. so lange sie die erforderliche Anzahl Ritter und Knechte, in Frankreich wenigstens 25, in Deutschland aber gemeiniglich zehen Helme oder Spieße wohlerzeugter Leute, gegen den Feind stellen und unterhalten konnte. Daher das französische Sprichwort; cent ans bannière, cent ans civière. Doch gab es auch Panner-Herrschaften oder Länder, welche das Recht oder die Pflicht das Panier zu führen, beständig hatten, und wo also dasselbe jedem Inhaber derselben zukam.“

## Venner (Schweiz)
Im deutschschweizerischen Raum wurde der Bannerträger Venner genannt. In den Städten hatte der Venner die Aufgabe des Viertelsmeisters oder Vierers einer Stadt, der für die Harnischschau, Steuererhebung, Marktaufsicht und Feuerwehr zuständig war. In Bern stellten die Handwerke der Pfister (Bäcker), Schmiede, Metzger und Gerber die vier Stadtvenner. Die Vennerhandwerke teilten sich im Mittelalter in mehrere Stuben oder Gesellschaften (z. B. Oberpfistern und Niederpfistern). In der frühen Neuzeit (bis 1798) stellten folgende Gesellschaften die Venner: Pfistern, Schmieden, Metzgern, Ober-Gerwern und Mittellöwen (letztere beide gemeinsam). Im 14. und 15. Jahrhundert hatten einige wenige Geschlechter das Venneramt inne: die Muleren, die Wattenwyl (Pfistern), die Hetzel, Spilmann, Schopfer, Dittlinger und Achshalm (Schmieden), Kuttler, Simon und Tschachtlan (Metzgern) und die Brüggler (Gerwern).  Unter dem Vorsitz des Seckelmeisters bildeten die vier Venner die Vennerkammer. Das Standbild eines Venners ziert den Vennerbrunnen auf dem Rathausplatz in Bern.
Die Bezeichnung Venner fand bis vor Kurzem in der Pfadibewegung Schweiz Verwendung, wo der Patrouillenführer (Fähnliführer) Venner, resp. sein Stellvertreter Jungvenner oder Hilfsvenner genannt wurde. Heutzutage wird der Begriff durch Leitpfadi ersetzt.

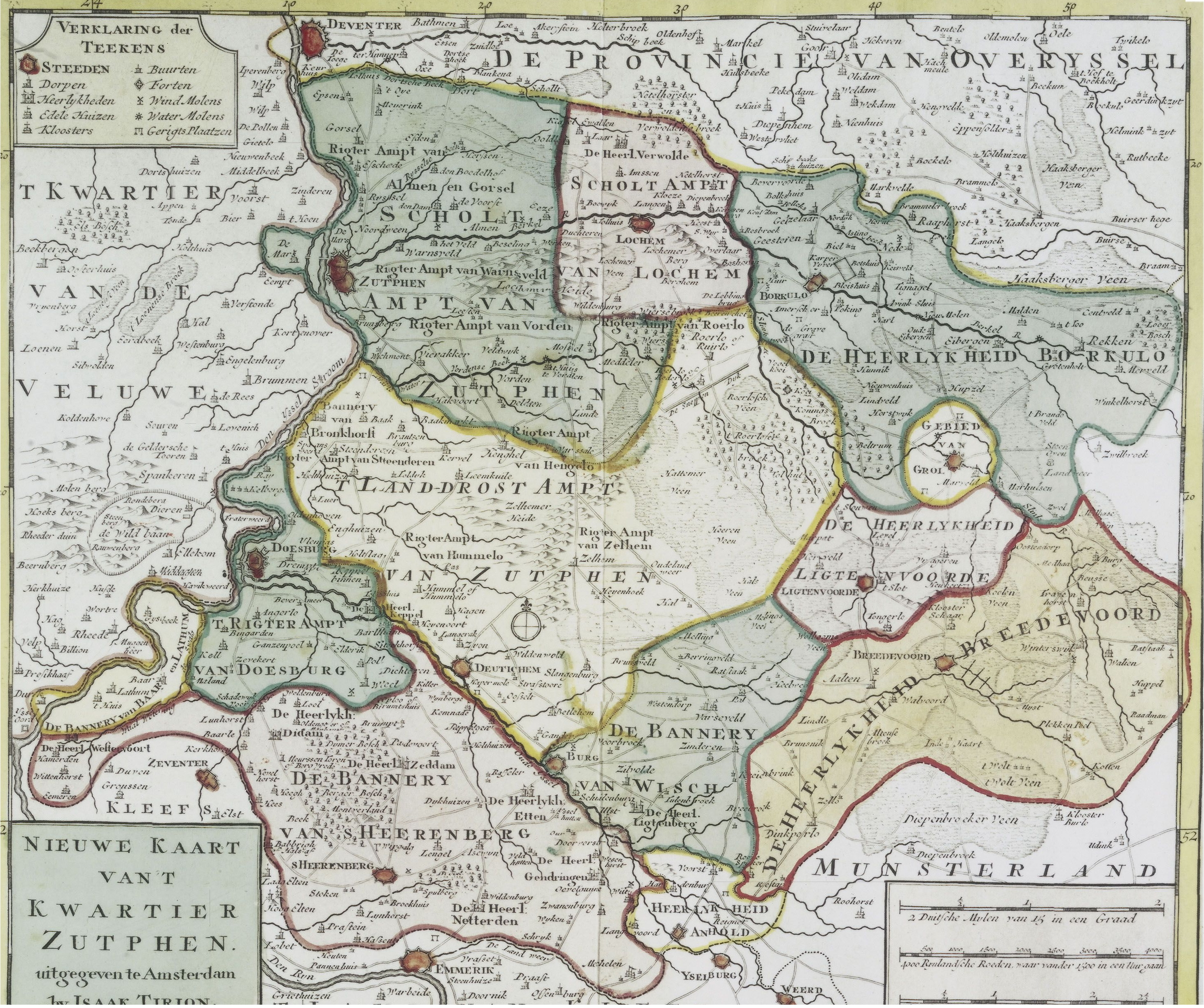
Karte der Grafschaft Zutphen aus dem Jahr 1757

## Bannerheer (Niederlande)
Die adeligen Geschlechter, die dort den Titel Bannerheer trugen, standen aufgrund ihrer älteren Herkunft an der Spitze der Ritterschaften. Da sich die Ritterschaften sowohl aus Edelfreien als auch aus Ministerialen zusammensetzten, begannen die alten und mit großem freiem Allodialbesitz ausgestatteten Familien, sich seit dem 14./15. Jahrhundert als Bannerherren (baenrots oder bannerets) innerhalb der Ritterschaft herauszuheben, um sich von den „Aufsteigern“ abzugrenzen. 
Im Herzogtum Geldern, einem ursprünglich durch feudale Herrschaften und Territorien zergliederten Gebiet, wurden durch Kaiser Karl V. vier Quartiere (Ridderschap van Veluwe, Ridderschap van Nijmegen, Ridderschap van Roermond sowie die Ridderschap van Zutphen) angelegt. Die Geldrischen Bannerherren, die eine eigene Körperschaft darstellten, formten ein selbständiges Collegium. In Gelderland sandte die Ritterschaft nach 1584 ein Mitglied der Bannerherren zur Generalversammlung der Staaten. Innerhalb der Grafschaft Zutphen bestanden vier „Bannereien“: Bannerij van 's-Heerenberg, Bannerij van Bronckhorst, Bannerij van Wisch und Bannerij van Baer (Kasteel Baer in Bahr bei Zevenaar). 
In Holland führten die Van Wassenaer den Titel eines Bannerheeren von Wassenaar.